# Юсуф бін Аляві бін Абдалла
Юсуф бін Аляві бін Абдалла (араб. يوسف بن علوي بن عبد الله, нар. 1945 р.) — оманський політик. В даний час він є міністром, відповідальним за закордонні справи Оману. Султан залишається офіційним міністром закордонних справ. 
Алаві навчався і працював у Кувейті. У 1970 році він вперше зустрів султана Кабуса бін Саїда аль Саїда, незабаром після його перемоги. Алаві був дисидентом і був пов'язаний з рухом Дофара проти батька сучасного султана.  Однак, коли султан Кабус прийшов до влади, він закликав оманських дисидентів прибути з вигнання з-за кордону та допомогти відновити Оман.  З 1973 по 1974 рік Юсуф бен Алаві був послом у Бейруті.
Королівським указом № 85/97 він був призначений міністром, відповідальним за закордонні справи в 1997 році. 
Нещодавно Алаві зустрівся з державним секретарем США у Вашингтоні, щоб обговорити шляхи кращого залучення Ірану. Серед арабських держав Перської затоки Оман незвичний тим, що він має довгу історію сердечних відносин з Тегераном, чим Вашингтон прагне скористатися у вирішенні ряду питань регіональної безпеки.  

### Злам
У 2019 році було виявлено, що Юсуф бен Алаві був ціллю проекту Ворон( підпільна операція ОАЕ з нагляду та злому, спрямована на інші уряди, бойовиків та правозахисників, що критикують монархію ОАЕ). Використовуючи «складний шпигунський інструмент під назвою Карма», їм вдалося зламати пристрій, що належить Юсуфу бен Алаві. 